# AKB48 Tabishojo
AKB48 Tabishojo foi um programa apresentado pelo AKB48 na Nippon Television, sendo exibido aos sábados, entre 4 de Abril e 27 de Junho de 2015. O programa mostra as integrantes viajando para diferentes pontos do Japão, em um estilo semelhante ao French Kiss no Kiss Tabi da unit French Kiss, mas diferente do programa da unit, o programa é apenas focado em viagens no Japão em si e não em países diferentes.